# 구름계단 (소설)
《구름계단》(일본어: 雲の階段)은 와타나베 준이치의 소설이다.

## 텔레비전 드라마화

### 일본

#### 1983년판
《구름계단 가짜 의사를 둘러싼 두 여인》의 타이틀로, 1983년 12월 5일에 TV 아사히 계열의 《월요 와이드 극장》범위(21:02 ~ 22:48)에서 방송되었다.

##### 캐스트
- 아이카와 사부로 - 오노데라 아키라
- 다사카 아키코 - 가노 와키코
- 마스다 게이코
- 아시다 신스케
- 다키 나호에

##### 스태프
- 원작 - 와타나베 준이치
- 각본 - 하시모토 료
- 음악 - 쓰시마 도시아키
- 연출 - 스가와 에이조
- 제작 - 다이에이 영상, TV 아사히

### 2013년판
2013년 4월 17일부터 6월 19일까지 닛폰 TV의 수요 드라마 22:00 ~ 22:54(JST)에 방송된 일본의 텔레비전 드라마이다. 주연은 하세가와 히로키. 첫회·제3화는 22:00 ~ 23:09의 15분 확대.

#### 캐스트
아이카와 사부로 (35) - 하세가와 히로키
진료소 사무직 직원. 의사 면허 없이 수술을 맡음.
스즈키 아키코 (39) - 이나모리 이즈미

타사카 아키코(22) - 키무라 후미노

타카오카 요헤이(39) - 하기와라 마사토
약제사. 스즈키 아키코와 어릴적부터 친구.
타사카 사키코 (16) - 유키 미오
타사카 아키코의 여동생.
타루미즈 세츠코 (51) - 키무라 미도리코
간호부장.
무라키 에이지 (58) - 오토모 코헤이
진료소 소장.
타사카 유이치로(58) - 나이토 타카시
타사카 종합병원 원장.
노가미 마사키 (31) - 아오야기 쇼
외과의사. 타사카 아키코의 약혼자.

#### 스태프
- 각본 - 데라다 도시오
- 음악 - coba
- 연출 - 이노마타 류이치, 이와모토 히토시, 요시노 히로시, 히구레 겐

#### 주제가
- B'z 〈核心 핵심〉 (VERMILLION RECORDS)

#### 부제
| 각 화  | 방송일          | 부제                                                                                             | 연출            | 시청률 |
| ------ | --------------- | ------------------------------------------------------------------------------------------------ | --------------- | ------ |
| 제1화  | 2013년 4월 17일 | 와타나베 준이치 궁극 걸작~무자격 의사의 인간의 도리를 벗어난 메스를 처절할 만치 사랑하는 두 여인 | 이노마타 류이치 | 9.2%   |
| 제2화  | 2013년 4월 24일 | 간호사VS아가씨! 무자격 의사가 빠지는 금단의 삼각관계                                             | 이노마타 류이치 | 9.0%   |
| 제3화  | 2013년 5월 1일  | 15분 확대 급전개 SP! 진짜 의사 등장으로 무자격 의사 최대의 위기!!                                | 이와모토 히토시 | 9.4%   |
| 제4화  | 2013년 5월 8일  | 무자격 의사 대병원에! 배신과 야망의 키스                                                         | 요시노 히로시   | 8.3%   |
| 제5화  | 2013년 5월 15일 | 거짓 결혼식…어머니의 눈물에 결사의 심폐소생                                                      | 이노마타 류이치 | 8.7%   |
| 제6화  | 2013년 5월 22일 | 버린 여자가 복수!? 정체 폭로하는 수수께끼의 괴문서                                               | 이와모토 히토시 | 8.1%   |
| 제7화  | 2013년 5월 29일 | 마지막은 의사답게…무모한 수술로 큰 실수                                                          | 히구레 켄       | 9.4%   |
| 제8화  | 2013년 6월 5일  | 나에게 섬의 은사의 생명을 구할 자격이 있는가!?                                                   | 이노마타 류이치 | 9.0%   |
| 제9화  | 2013년 6월 12일 | 아내와 태아를 구해라!! 체포 직전의 마지막 수술                                                   | 이와모토 히토시 | 9.6%   |
| 제10화 | 2013년 6월 19일 | 충격의 결말!! 무자격 의사의 내가 돌아갈 장소                                                     | 이노마타 류이치 | 11.8%  |

## 같이 보기
- 구름계단 - 2006년 KBS 드라마.